# 레이 던튼

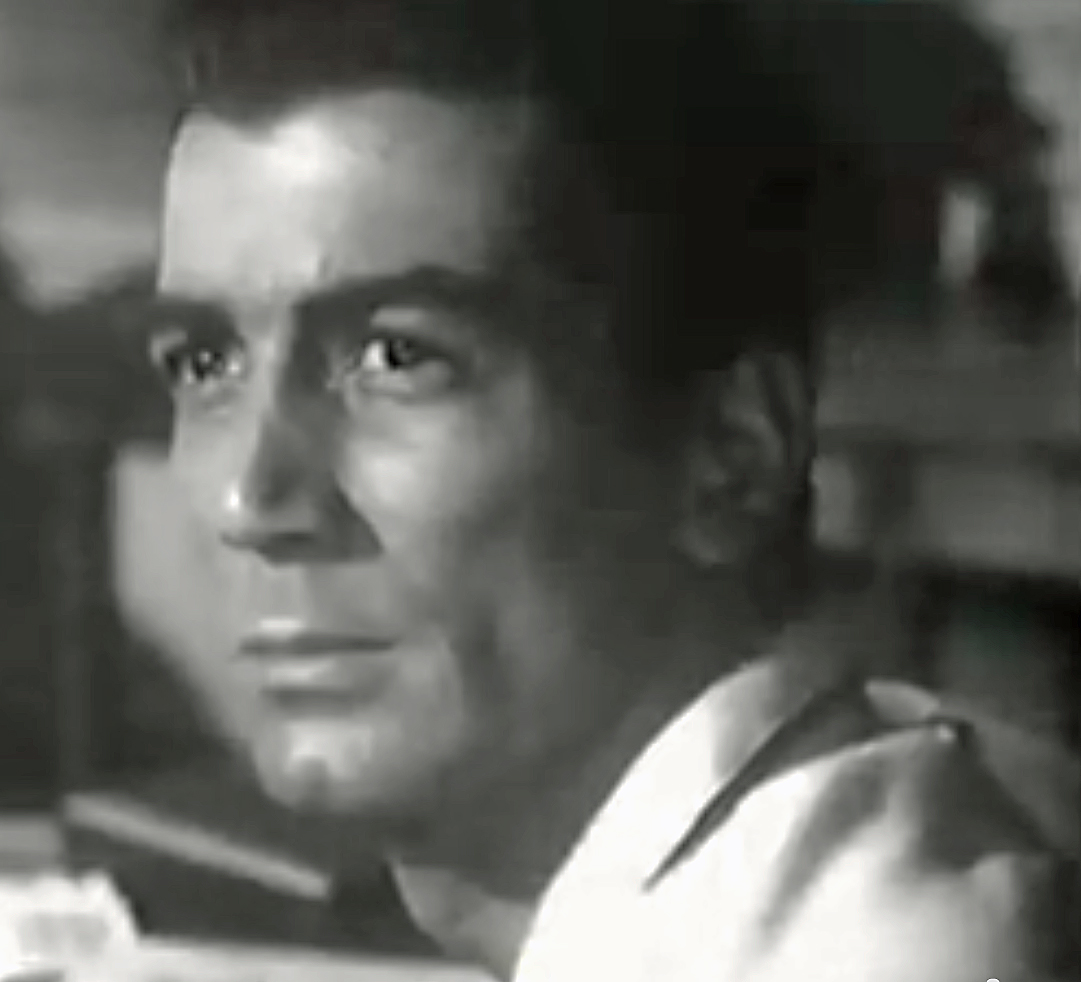

레이 댄턴(Ray Danton, 영어 발음: /ˈdæntən/, 1931년 9월 19일 ~ 1992년 2월 11일)은 미국의 영화 감독, 배우, 영화 제작자, 성우이다.
뉴욕에서 태어났으며 로스앤젤레스에서 사망하였다. 사인은 신부전이다.

## 작품 목록

### 영화 연출
- 뱀파이어섬의 비밀 (1973, Crypt Of Living Dead)
- 사이코 킬러 (1975)

### 영화 출연
- 크라이 투마로우 (1955)
- Yellowstone Kelly (1959)
- 렉스 다이아몬드의 흥망성쇠 (1960, The Rise and Fall of Legs Diamond)
- 머조러티 오브 원 (1961)
- 더 채프먼 리포트 (1962)
- 지상 최대의 작전 (1962) - 프랭크 대위 역
- 전격 후린트 - 데드 온 타겟 (1976, Our Man Flint: Dead On Target)

### 텔레비전 연출
- 형사 Q (1977-83)
- 내일은 스타 (1985)
- 매그넘 P.I. (1987-88)

### 텔레비전 출연
- 클라이막스! (1958)
- 선셋 77번가 (1958-59)
- 하와이 파이브-O (1970-74)
- 수사관 맥클라우드 (1972-74)